# Tour Madou Plaza
Tour Madou Plaza (nizozemsky Madoutoren) je výšková budova, která se nachází v Saint-Josse-ten-Noode, jedné z 19 obcí v regionu Brusel-hlavní město, ve východní části Malého okruhu (petite ceinture / kleine ring), na stejnojmenném náměstí. Se svojí výškou 135 m je pátou nejvyšší kancelářskou budovou v Belgii. Má 33 pater.
Jádro samotné budovy bylo vybudováno během jediného měsíce a bývá přirovnáváno k budově MetLife v New Yorku.[zdroj?]
Věž byla dokončena roku 1965 a rekonstruována v letech 2002–2006. Přestavba znamenala zvýšení budovy o 8 m a podstatné rozšíření počtu kancelářských ploch. Kancelářské prostory byly zvětšeny z 10 000 m² na 40 000 m², konstrukce budovy musela být přepracována a posílena. Následně začala sloužit jako sídlo Generálního ředitelství pro vzdělání a kulturu při Evropské komisi.  
Rekonstrukce budovy získala cenu na veletrhu MIPIM 2006 v Cannes v kategorii „Rénovation d'immeubles de bureau“.
V roce 2012 sídlilo v budově několik generálních ředitelství Evropské komise najednou. Od roku 2013 je sídlem Generálního ředitelství pro hospodářskou soutěž (Directorate-General for Competition / DG COMP).